# Map of the Past
Map of the Past (2012) è il quinto album degli It Bites.

## Tracce
1. Man in the Photograph
2. Wallflower
3. Map of the Past
4. Clocks
5. Flag
6. The Big Machine
7. Cartoon Graveyard
8. Send No Flowers
9. Meadow and the Stream
10. The Last Escape
11. Exit Song

Bonus CD:
1. Midnight
2. Bullet in the Barrel
3. Kiss Like Judas
4. Once Around the World
5. This is England
6. All in Red